# Muddaiahnapalya, Madhugiri
Muddaiahnapalya là một làng thuộc tehsil Madhugiri, huyện Tumkur, bang Karnataka, Ấn Độ.